# Parasinophasma fanjingshanense
Parasinophasma fanjingshanense är en insektsart som beskrevs av Chen, S.C. och Yun He He 2006. Parasinophasma fanjingshanense ingår i släktet Parasinophasma och familjen Diapheromeridae. Inga underarter finns listade i Catalogue of Life.